# Sarah Fisher Hartman Racing
Le Sarah Fisher Racing est une écurie américaine de course automobile fondée par Sarah Fisher, l'équipe évolue en IndyCar Series.

## Débuts

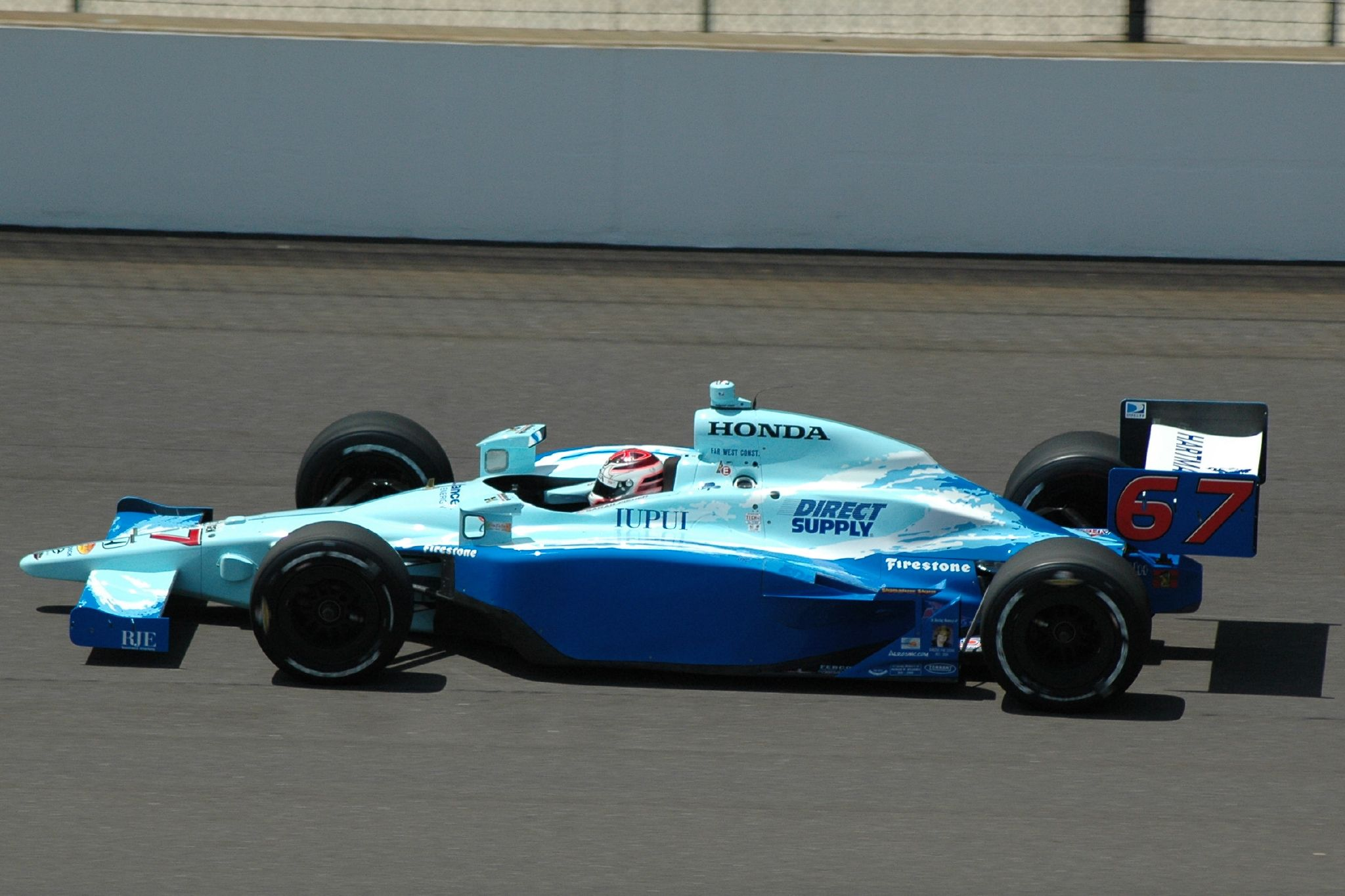
Sarah Fisher, lors des essais en 2008 à l'Indy 500.

Sarah Fisher se retrouve sans volant pour la saison 2008, elle décide de monter sa propre équipe pour participer aux 500 miles d'Indianapolis, ainsi qu'à d'autres épreuves éventuelles.

Les débuts sont difficiles mais elle recevra le soutien de Dollar General, désormais son principal sponsor.

Lors de la saison 2009, elle participe à 6 courses, avec comme meilleur résultat une 12e place au Kentucky.
Pour la saison 2010, d'autres pilotes se succèderont: Graham Rahal et Jay Howard.

Seul le premier cité parviendra à décrocher un premier bon résultat: une 9e place à St. Petersburg.

## Premier succès
Fin 2010, Sarah Fisher décide de mettre un terme à sa carrière de pilote et se dévoue entièrement à son équipe.

En 2011, Ed Carpenter devient le pilote officiel, il dispute 10 courses et remporte l'épreuve du Kentucky à la surprise générale, ce qui reste à ce jour le 2e top 10 de l'équipe.

## Derniers podiums et fusion
Lors des saisons suivantes, l'équipe retrouve le podium à deux reprises avec Josef Newgarden en 2013 à Baltimore et en 2014 en Iowa. En 2015, l'équipe fusionne avec celle d'Ed Carpenter pour devenir CFH Racing. En 2016, Fisher se désengage de l'équipe et redevient la propriété unique d'Ed Carpenter sous le nom d'Ed Carpenter Racing.

## Pilotes
- Ed Carpenter (2011)
- Sarah Fisher (2008–2010)
- Jay Howard (2010)
- Graham Rahal (2010)